# Isah
Isah, pseudonimo di Kaleb Isaac Ghebreiesus (Storhaug, 16 luglio 1999), è un cantante e rapper norvegese.

## Biografia
Isah si è fatto conoscere col brano Hallo (2019), un duetto con Dutty Dior, classificatosi al 3º posto della VG-lista e candidato per lo Spellemannprisen alla canzone dell'anno. Sempre nel 2019 viene premiato con lo Spellemannprisen alla rivelazione dell'anno e con due P3 Gull. Gli EP Sukkerspinn & hodepine (del 1) e Sukkerspinn & hodepine (del 2) (2019) sono stati premiati con lo Spellemannprisen all'urban.
Instrument (2023), il suo album in studio d'esordio, è stato reso disponibile a partire dal giugno 2023 ed è arrivato al 5º posto della classifica nazionale; inoltre, è stato riconosciuto con lo Spellemannprisen all'R&B/soul. La IFPI Norge gli ha assegnato due dischi d'oro e uno di platino, equivalenti a 120 000 unità certificate complessive.
Il suo EP più recente, dal titolo La La Land, è uscito nel luglio 2024.

## Discografia

### Album in studio
- 2023 – Instrument

### EP
- 2019 – Sukkerspinn & hodepine (del 1)
- 2019 – Sukkerspinn & hodepine (del 2)
- 2021 – Begge to (con Dutty Dior)
- 2022 – Kasko
- 2023 – Feit liten taper
- 2023 – Syng sang
- 2024 – La La Land

### Singoli
- 2017 – Seint
- 2018 – Fantasi (con Dutty Dior)
- 2018 – Lollipop
- 2019 – Hallo (con Dutty Dior)
- 2020 – Zelda
- 2020 – Luv meg
- 2020 – Drukne
- 2020 – Blitz
- 2020 – 2 Glass'
- 2022 – Delilah
- 2022 – Love the Chase
- 2022 – Øyne i nakken (con Stig Brenner)
- 2022 – Alt du vil ha (con Maria Mena)
- 2023 – Feel da Rush
- 2023 – Stjernene
- 2023 – Hopelessly Hopeless
- 2023 – Försent (con Reyn)
- 2023 – Mysteriet deg (con Emma Steinbakken)
- 2023 – September (con Kristian Kristensen)
- 2023 – E det bare meg
- 2023 – Madame (con Bargee e Makosir)
- 2023 – Elsk deg sjøl
- 2023 – Fakk you (con i Beathoven)
- 2023 – Slowjam
- 2023 – Triple A (con i Jubël feat. NLE Choppa)
- 2023 – Pillow (con Jonathan Floyd)
- 2023 – Selmas sang (con Aella Arietta)
- 2024 – Strip
- 2024 – La La Land
- 2024 – Sommerflørt (con Synne Vo)
- 2024 – Rendezvous (con Mabira e i Fram)
- 2024 – 2 Sider (con Sli0h e i Fram)
- 2024 – Ingen andre (con Chris Holsten)
- 2024 – Back It (con Britz e Pacify)